# Rari Nantes Arenzano
La Rari Nantes Arenzano è una società pallanuotistica di Arenzano.

## Storia
Nata il 18 ottobre 1967 col nome di Pro Arenzano, il 15 giugno 1980 i soci fondatori Vallarino Luigi, Boggiano Cesare, Damonte Agostino, Spotorno Eugenio, Lazzarini Gian Piero e Quercino Pietro costituiscono la Società Sportiva Rari Nantes Arenzano, affiliata alla FIN Federazione Italiana Nuoto e iscritta al CONI.
Inizialmente l'attività è svolta in mare, nel campo di pallanuoto che ancora oggi si trova all'ingresso del porto di Arenzano.
Con la costruzione e l'affidamento della gestione della piscina comunale, questa diventa la sede ed il campo di gara.

### Pallanuoto
Dal 1969 partecipa al campionato di Serie D, disputando le partite casalinghe nel campo a mare.
Nel 1971 vince il campionato e ottiene la promozione in Serie C con i giocatori Calcagno Francesco, Zonari Renzo, Capurro Gio Batta, Grosso Giacomo, Parodi Ginetto, Patrone Giancarlo, Tassara Filippo, Mangini Luigi, Chessa Gianpiero, Vignolo Luigi, Cavero Gianfranco, Palazzo Umberto, Grosso Giacomo.
Nel 1977 le partite di casa sono disputate nella piscina Nicola Mameli di Voltri e poi nella nuova Piscina Comunale di Arenzano.
Nel 1983 vince il campionato ed ottiene la promozione in Serie B con i giocatori Boggiano Federico, Porrata Marco, Falco Fulvio, Caltabiano Rosario, Robello Vittorio, Giordano Davide, Damonte Luciano, Gallo Piergiuseppe, Mariani Primo, Bergamini Alberto, Celoria Matteo, Zolesi Egidio, Rachetti Fabio, Lamazzi Alessandro, Benzi Marco, Mitta Gerolamo. Allenatore Lastrico Gianni
Nel 1985 vince il campionato ed ottiene la promozione in Serie A2 con i giocatori: Calcagno Giorgio, Porrata Marco, Damonte Luciano, Fabiano Luigi, Mezzano Daniele, Ferrando Aldo, Bertoia Jury, Robello Vittorio, Pino Riccardo, Canossa Sergio, Lamazzi Alessandro, Mostes Alessandro, Rachetti Fabio, Casale Massimo. Allenatore Parmegiani Rosario
Nel 1986 vince il campionato ed ottiene la promozione in Serie A1 con i giocatori: Calcagno Pietro, Bertolini Franco, Ragosa Paolo, Steardo Antonello, Budavari Imre, Piccardo Stefano, Bruzzone Giovanni, Mezzano Daniele, Fabiano Luigi, Damonte Luciano, De Lucis Andrea, Mostes Alessandro, Casale Massimo, Porrata Marco, Ebolo Fausto. Allenatore Parmegiani Rosario
Nel 1987 classificandosi al 4º posto del campionato di A1 accede ai playoff scudetto dove supera il Civitavecchia, ma viene sconfitta dal Posillipo in una avvincente gara 3 che si conclude 9-8 per i partenopei.
Anche nella stagione 1988 arrivando 4º nel campionato di A1 accede ai playoff scudetto dove sconfigge i fiorentini della Rari 1904, ma si deve arrendere alla Canottieri Napoli.
La rivincita contro le due squadre napoletane arriva nello stesso anno: superando prima il Posillipo in semifinale e poi la Canottieri Napoli in finale si aggiudica la Coppa Italia 1988, La squadra era composta dei giocatori: Averaimo Gianni, Misaggi Alfio, Crovetto Virgilio, Steardo Antonello, Salonia  Fabrizio, De Lucis  Andrea, Carminati  Claudio, Del Gaudio Roberto, Piccardo Stefano, Farago Tamas, Ferretti Massimiliano, Mostes Alessandro, Gambino Luca, Ebolo Fausto, Cassanello Franco, Di Fazio Damiano. Allenatore Imre Szikora.
Questa importante vittoria consente l'accesso alle coppe europee nel 1989: sconfiggendo nell'ordine Turcoing (Francia), Stockolm (Finlandia), Tyrrol (Austria), Vouliagmeni (Grecia), Barcelona (Spagna), e in finale Budapest Spartacus (Ungheria) si aggiudica la LEN CUP (in Italia nota anche come Coppa delle Coppe). I giocatori erano: Averaimo  Gianni, Misaggi Alfio, Crovetto Virgilio, Steardo Antonello, Salonia Fabrizio, De Lucis Andrea, Carminati  Claudio, Del Gaudio Roberto, Piccardo Stefano, Farago Tamas, Mostes Alessandro. Allenatore Farago Tamas.
Negli anni successivi ci sono state le retrocessioni in A2 (1989) e in serie B (1990) dove la squadra resta per diversi anni giocando le partite casalinghe nella piscina di Voltri.
Nel 2001, quando la squadra militava in serie B, c'è stato l'esordio in panchina come allenatore di Alessandro Bovo che come giocatore aveva già vinto Olimpiadi, Mondiali, Europei e Coppa del Mondo oltra ai vari scudetti nazionali.
Nel 2002 la società ritrova la promozione in A2 chiudendo la stagione con il record di 16 vittorie su 18 partite disputate. La squadra era costituita dai giocatori Bertolotti Marco, Giusti Walter, Siri Alberto 1983, Siri Dario, Musso Giacomo, Vallarino Federico, Tarantino Gabriele, Pestarino Diego, Zambello Cristiano, Siri Alberto 1982, Serinelli Marco, Prioreschi Giovanni, Zucca Nicola, Gammeri Simone, Corelli Federico, Prioreschi Nicola. Allenatore Caltabiano Rosario.
Alla retrocessione in serie B nel 2006 segue la promozione in serie A2 nel 2008 
Anche gli anni seguenti vedono l’alternanza fra Serie B e A2, serie in cui la squadra milita stabilmente dal 2019.
Siri Alberto, leva 1982, è ad oggi l'atleta con il maggior numero di campionati consecutivi (ben19) disputati con i colori della Rari Nantes Arenzano.
Fra gli atleti convocati nella nazionale maggiore (sette bello e sette rosa) nati nel vivaio della Rari Nantes Arenzano si segnalano Luca Damonte e Sofia Giustini

### Nuoto
I primi risultati di livello regionale e nazionale dei nuotatori arrivano nel 1984 con la partecipazione ai campionati nazionali estivi di Roberto Berta (1965) e Danilo Vallarino (1971) ai campionati nazionali estivi sotto la guida dell'allenatore Foti Maurizio.
A fine anni 80 la guida tecnica del settore nuoto passa a Paolo Tondina ed iniziano ad arrivare importanti risultati a livello regionale e nazionale.
Dal 1987 al 2002 Antonio Lucia (1973) partecipa a 31 gare valide per i campionati nazionali, Valeria Damonte (1975) conta 25 partecipazioni e Paolo Ghiglione (1977) ne totalizza 40.
Nei primi anni 2000 sono Marco Manzone (1990), Chiara Pusillo (1993), Luca Damonte (1993). 
Nel 2020 fa le sue prime apparizioni sulla scena nazionale Davide Damonte Cola (2005) che nei 3 anni successivi ottiene 3 bronzi ai campionati nazionali oltre alla medaglia d'oro nella 7km della Coppa COMEN con la nazionale Juniores di fondo dove conquista anche la medaglia d'argento nella 4x1250  (Belgrado SBR, 6,7 ottobre 2022)
Al 2023 la i nuotatori della Rari Nantes Arenzano hanno conquistato complessivamente 1.440 medaglie ai campionati regionali e ottenuto 58 primati regionali.
Valeria Damonte e Davide Damonte Cola sono stati convocati con la nazionale giovanile; Antonio Lucia, Paolo Ghiglione e Federico Dordoni sono invece stati convocati nella rappresentativa nazionale.

## Palmarès

### Trofei nazionali
- Coppe Italia: 1

1987-1988

### Trofei internazionali
- LEN Cup Winners' Cup: 1

1988-1989

## Onorificenze
- Stella di Bronzo al Merito Sportivo